# Louis von Alvensleben
Albert Louis Georg Julius von Alvensleben (* 3. Mai 1803 auf Schloss Schollene bei Rathenow; † 8. Februar 1884 in Berlin) war ein preußischer Oberst und Kommandeur des Kaiser Alexander Grenadier-Regiments.

## Leben

### Herkunft
Louis war ein Sohn des Herrn auf Schricke und Hundisburg Georg von Alvensleben (1767–1811) und dessen Ehefrau Wilhelmine Ulrike, geborene Gräfin von Wartensleben (1771–1839). Seine Schwester Friederike Sophia (1797–1880) war mit dem General der Infanterie Franz Karl von Werder verheiratet.

### Militärkarriere
Nach seiner Erziehung im Kadettenkorps wurde Alvensleben am 9. Juli 1820 als Sekondeleutnant dem Kaiser Alexander Grenadier-Regiment der Preußischen Armee überwiesen und avancierte bis Mitte März 1841 zum Hauptmann und Chef der 1. Kompanie. 1844 erfolgte seine Kommandierung als Führer des zweiten Sohnes des Großherzogs Georg von Mecklenburg-Strelitz. Im Jahr 1846 wurde Alvensleben militärischer Begleiter des Prinzen Georg von Preußen. Während der Märzrevolution nahm er an den Straßenkämpfen in Berlin sowie am folgenden Feldzug gegen Dänemark teil. Am 12. August 1848 wurde er unter Beförderung zum Major als Kommandeur des II. Bataillons in das 27. Landwehr-Regiment versetzt und nahm im Jahr darauf an der Niederschlagung der Badischen Revolution teil. Im März 1850 kam er als Kommandeur des II. Bataillons im 2. Garde-Landwehr-Bataillon nach Magdeburg und am 3. Oktober 1850 wurde er in das Garde-Reserve-Infanterie-Landwehr-Regiment versetzt. Daran schloss sich ab dem 31. Januar 1852 eine Verwendung als Kommandeur des I. Bataillons im 2. Garde-Regiment zu Fuß an. Er wurde am 22. März 1853 zum Oberstleutnant und am 31. Dezember 1856 zum Oberst befördert. Unter Stellung à la suite seines Regiments war Alvensleben vom 4. April 1857 bis zum 7. Juli 1857 Kommandant von Erfurt und der Zitadelle Petersberg. Anschließend wurde er zum Kommandeur des Kaiser Alexander Grenadier-Regiments ernannt, ihm aber krankheitsbedingt bereits am 15. Januar 1859 sein Abschied mit der Berechtigung zum Tragen der Regimentsuniform bewilligt.
Er zog nach Potsdam und starb am 8. Februar 1884 in Berlin. Er war Ehrenritter des Johanniterordens.

### Familie
Alvensleben heiratete am 10. Juli 1850 Berlin Adelgunde, geborene Meyer (1813–1868), Tochter des Arztes Johann Carl Heinrich Meyer. Aus der Ehe ging die Tochter Katharina (1851–1892) hervor, die 1874 Hans Pius von Arnim-Kröchlendorff (1849–1899) heiratete, Eltern von Detlev von Arnim-Kröchlendorff.